# 작용권

커 계량에서는 두 가지 표면의 특이점을 가진 것으로 보인다. 내부의 표면은 사건 지평선이고, 외부의 표면은 정지 한계라고 불리는 편구면(oblate spheroid)이다. 작용권은 두 표면 사이에 있다.

작용권(作用圈, 영어: ergosphere)은 회전하는 블랙홀의 외부에 위치하는 영역으로, 블랙홀로부터 에너지와 질량을 얻는 것이 이론적으로 가능한 공간이다.

## 역사와 어원
존 휠러가 이름붙였다. 영명 영어: ergosphere 어고스피어[*]는 일·작업을 뜻하는 고대 그리스어: ἔργον 에르곤[*]과 공을 뜻하는 고대 그리스어: σφαῖρα 스파이라[*]에서 왔다.

## 특징
작용권은 회전하는 타원체 모양을 하고 있으며, 블랙홀의 자전축에서 사건 지평선과 접한다. 작용권에서의 시공은 블랙홀의 회전 방향으로 당겨진다. 내부의 시공은 정지 우주와 비교하면 광속보다 빠른 속도로 끌려가고 있다. 이 현상은 중력 자성이라 알려져있다. 작용권 안에서 물체는 빛의 속력 이상으로 끌려가기 때문에, 그 물체가 바깥의 우주에 서 보기에 정지한 것처럼 보이기 위해서는 빛의 속력 이상으로 움직여야 하며, 이것은 물리적으로 불가능하기 때문에 작용권 안의 물체는 바깥에서 절대 정지해 보일 수 없다. 또한 작용권에는 음의 에너지가 존재하게 된다.

### 경계
작용권 바깥쪽의 경계는 정지 한계(영어: stationary limit)라고 불린다. 정지 한계에서는 바깥에서 보기에는 공간이 다만 광속으로 끌려가며, 광속으로 움직이는 물체는 정지해있다. 이 경계의 외부도 블랙홀을 향해 끌려가지만, 광속보다는 느리게 끌려간다.
안쪽의 경계는 사건 지평선이다.

### 펜로즈 과정
작용권이 사건 지평선보다 밖에 있을 경우, 블랙홀의 중력에서 물체가 빠져나가는 것이 가능하다. 물체는 블랙홀의 회전에 끌려 에너지를 얻을 수 있고, 그 때 벗어날 수 있다. 즉, 블랙홀에서 에너지를 꺼낼 수 있다. 회전하는 블랙홀에서 에너지를 추출하는 과정은 수학자 로저 펜로즈에 의해 1969년에 제창되어 펜로즈 과정(영어: Penrose process)이라고 부른다.
이론적으로 회전하는 블랙홀에서 꺼낼 수 있는 에너지는 블랙홀이 가진 에너지의 29%다. 여기에 상당하는 에너지를 추출했을 때, 블랙홀의 회전은 정지하고 작용권은 사라진다.
이 과정은 감마선 폭발 현상의 에너지원을 설명할 수 있다고 여겨진다. 컴퓨터 모델의 계산에 의해, 펜로즈 과정은 퀘이사와 활동은하핵에서 관측되는 고에너지 입자를 만들 수 있다는 것을 알 수 있었다.